# Klaus Lehnertz
Klaus Lehnertz (Alemania, 13 de abril de 1938) fue un atleta alemán, especializado en la prueba de salto con pértiga en la que llegó a ser medallista de bronce olímpico en 1964.

## Carrera deportiva
En los JJ. OO. de Tokio 1964 ganó la medalla de bronce en el salto con pértiga, con un salto por encima de 5.00 metros, quedando en el podio tras el estadounidense Fred Hansen que con 5.10 m batió el récord olímpico, y el también alemán Wolfgang Reinhardt (plata con 5.05 m).